# Minantologia
Minantologia, pubblicato nel 1997, è una doppia raccolta della cantante italiana Mina.
Nel 2012, questa raccolta è stata rimossa dalla discografia sul sito ufficiale minamazzini.com.

## Descrizione
Raccolta composta da Del mio meglio e Del mio meglio n. 2, già pubblicati in precedenza separatamente. Non contiene inediti.

## Tracce
CD 1
1. Io vivrò senza te - 4:05 - Tratta da Del mio meglio (1971).
2. Se stasera sono qui - 3:32 - Tratta da Del mio meglio (1971).
3. Vedrai vedrai - 4:45 - Tratta da Del mio meglio (1971).
4. Yesterday - 3:15 - Tratta da Del mio meglio (1971).
5. La voce del silenzio - 3:20 - Tratta da Canzonissima '68 (1968).
6. Io e te da soli - 4:18 - Tratta da Del mio meglio (1971).
7. Vorrei che fosse amore - 2:26 - Tratta da Canzonissima '68 (1968).
8. Un'ombra - 3:21 - Tratta da Bugiardo più che mai...più incosciente che mai... (1969).
9. Bugiardo e incosciente (La tieta) - 6:16 - Tratta da Bugiardo più che mai...più incosciente che mai... (1969).
10. Insieme - 4:06 - Tratta da ...quando tu mi spiavi in cima a un batticuore... (1970).
11. Quand'ero piccola - 2:52 - Tratta da Canzonissima '68 (1968).
12. Non credere - 4:06 - Tratta da Bugiardo più che mai...più incosciente che mai... (1969).

CD 2
1. Ballata d'autunno (Balada de otoño) - 5:40 - Tratta da Altro (1972).
2. Parole parole (con Alberto Lupo) - 3'55 - Tratta da Cinquemilaquarantatre (1972).
3. Uomo - 3:55 - Tratta da Del mio meglio n. 2 (1973).
4. Fate piano - 3:50 - Tratta da Altro (1972).
5. Grande, grande, grande - 3:57 - Tratta da Mina (1971).
6. Eccomi - 3:30 - Tratta da Del mio meglio n. 2 (1973).
7. Someday (You Want Me to Want You) - 6:57 - Tratta da Dalla Bussola (1972).
8. Vorrei averti nonostante tutto - 4:36 - Tratta da Cinquemilaquarantatre (1972).
9. Fiume azzurro - 3:58 - Tratta da Cinquemilaquarantatre (1972).
10. Amor mio - 4:46 - Tratta da Mina (1971).
11. La mente torna - 4:26 - Tratta da Del mio meglio n. 2 (1973).

## Classifiche

### Classifiche settimanali
| Classifica (1997) | Posizione massima |
| ----------------- | ----------------- |
| Europa            | 72                |
| Italia            | 8                 |

### Classifiche di fine anno
| Classifica (1997) | Posizione |
| ----------------- | --------- |
| Italia            | 70        |